# Герб Сахалінської області

Герб Сахалінської області

Герб Сахалінської області є символом Сахалінської області, прийнято 25 квітня 1997 року Законом Сахалінської області «Про герб Сахалінської області».

## Опис
Герб Сахалінської області — зображення в срібному щиті лазурового (синього) стовпа, обтяженого золотим, зверненим уліво російським козачим кочом XVII століття, що пливуть по срібних хвилях, і супроводжуваного з кожної зі сторін чорною сопкою — вулканом з одним червленим (червоним) язиком полум'я, що виходить із жерла.